# 城門谷公園

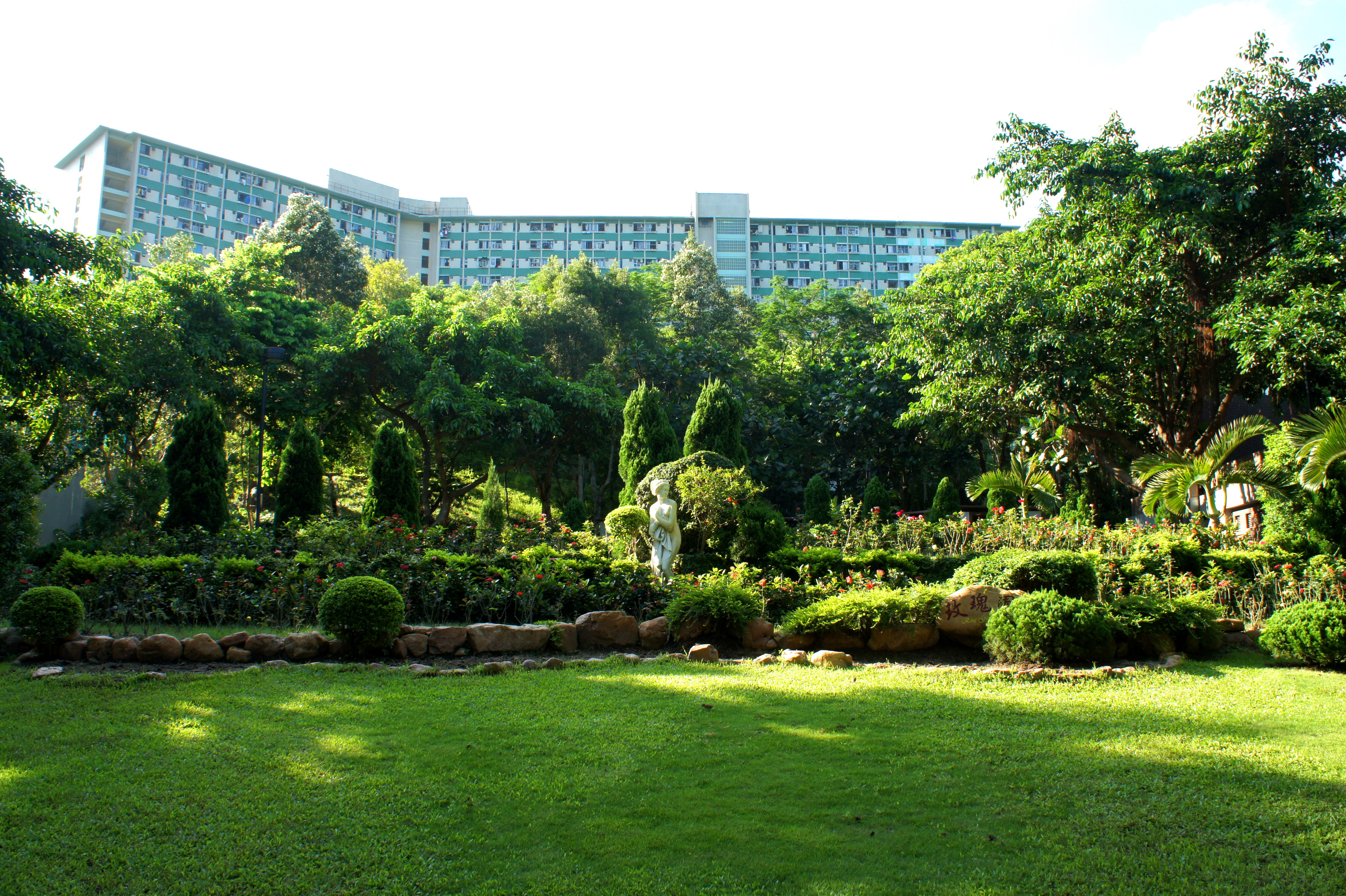
位於城門谷公園南園中的玫瑰園

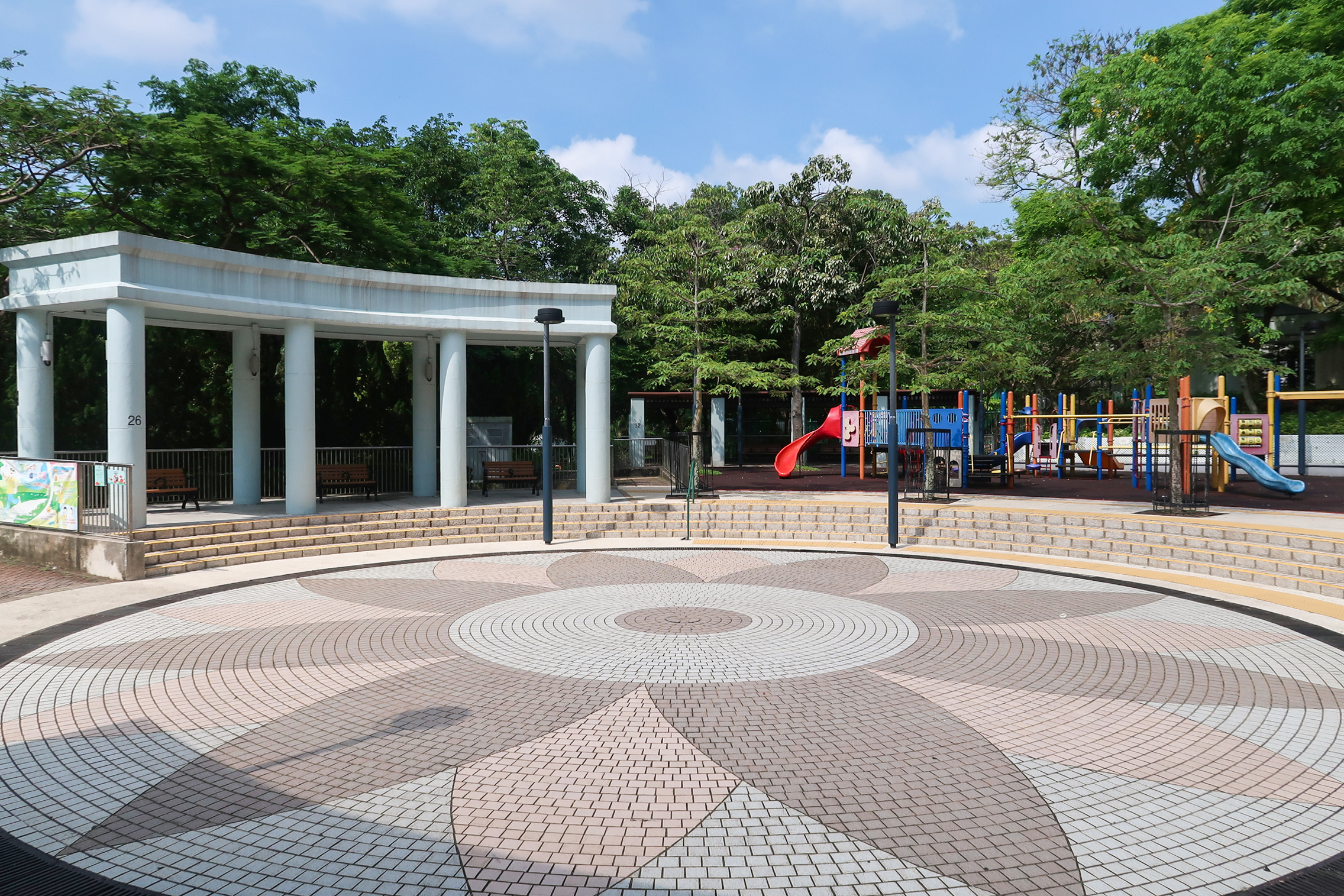
公園南園兒童遊樂場

城門谷公園（英語：Shing Mun Valley Park）是香港一個大型公園，位於新界荃灣區東北部城門谷城門道21號，毗鄰石圍角邨及象山邨。
公園前身為象鼻山臨時房屋區和臨時遊樂場。整個公園範圍佔地10.73公頃，於1997年12月15日落成啟用，一直由康樂及文化事務署管理。公園內全面禁煙。
公園分為南園及北園，均有不同設施供遊人運動消閒。南園設有一個硬地小型足球場暨手球場與五座可容納375名觀眾的看台、兩個籃球場兼排球場與兩座可容納186名觀眾的看台、一個兒童遊樂場與足健徑，以及小型人工瀑布與6米高的噴泉；北園設有兩個網球場、一個長者健體園地及一個兒童遊樂場。

## 城門谷運動場
公園的中央部份設有城門谷運動場，將公園分隔為南園和北園。運動場擁有全天候8線400米跑道、11人草地足球場和收費停車場，於1998年8月啟用，由康樂及文化事務署管理。

## 城門谷游泳池
公園西面毗鄰城門谷游泳池，於1999年啟用，同樣由康樂及文化事務署管理。

## 外部連結
- 康樂及文化事務署網站 城門谷公園簡介 （页面存档备份，存于）